# Don't Go
Pour l’article homonyme, voir Don't Go (film).
Singles de Yazoo
Only You
(1982) Situation
(1982)
Pistes de Upstairs at Eric's
Too Pieces
Don't Go est une chanson dance du groupe britannique de new wave Yazoo. Parue en mai 1982, elle a été le second single de leur premier album Upstairs at Eric's. La chanson a atteint la 3e place des charts britanniques et a reçu une certification d'argent par la BPI le 1er août 1982. Aux États-Unis, où le groupe était connu sous le nom de Yaz, elle a passé deux semaines en tête des Hot Dance Club Songs en octobre 1982.
Cette chanson fait partie de la bande originale du film "Tango et Cash" sorti en 1989 avec le duo d'acteurs Sylvester Stallone et Kurt Russell.
En 2019, les DJs Riton et Oliver Heldens samplent un riff synthétique du titre Don't Go dans le cadre de leur tube dance Turn Me On avec en featuring Vula Malinga.

## Liste des titres
45 tours
1. Don't Go — 2:55
2. Winter Kills — 4:04

Maxi 45 tours
1. Don't Go (remix) — 4:09
2. Don't Go (re-remix) — 4:22
3. Winter Kills — 4:05

## Classements

### Classements hebdomadaires
| Classement (1982)                      | Meilleure position |
| -------------------------------------- | ------------------ |
| Afrique du Sud (Springbok Radio)       | 9                  |
| Allemagne (Media Control AG)           | 4                  |
| Australie (Kent Music Report)          | 6                  |
| Autriche (Ö3 Austria Top 40)           | 6                  |
| Belgique (Flandre Ultratop 50 Singles) | 1                  |
| Belgique (Flandre VRT Top 30)          | 1                  |
| Espagne (AFYVE)                        | 4                  |
| États-Unis (Hot Dance/Disco)           | 1                  |
| France (SNEP)                          | 3                  |
| Irlande (IRMA)                         | 4                  |
| Italie (FIMI)                          | 29                 |
| Nouvelle-Zélande (RMNZ)                | 22                 |
| Pays-Bas (Nederlandse Top 40)          | 2                  |
| Pays-Bas (Single Top 100)              | 6                  |
| Pologne (Classements Singles)          | 12                 |
| Royaume-Uni (UK Singles Chart)         | 3                  |
| Suède (Sverigetopplistan)              | 5                  |
| Suisse (Schweizer Hitparade)           | 2                  |

| Chart (1999) (Remixes)                          | Meilleure position |
| ----------------------------------------------- | ------------------ |
| États-Unis (Hot Dance Club Play)                | 16                 |
| États-Unis (Hot Dance Music/Maxi-Singles Sales) | 8                  |

| Classement (2000) | Meilleure position |
| ----------------- | ------------------ |
| France (SNEP)     | 91                 |

| Classement (1982)              | Position |
| ------------------------------ | -------- |
| Australie (Kent Music Report)  | 70       |
| Belgique (Flandre Ultratop 50) | 9        |
| Pays-Bas (Nederlandse Top 40)  | 24       |
| Pays-Bas (Single Top 100)      | 46       |

## Version de Starting Rock
Singles de Starting Rock featuring Diva Avari
Movin'On
(2007)
Le groupe français Starting Rock a sorti sa reprise le 16 octobre 2006 sous le label Universal Music. Cette version a été produite par Hédi Banon, Stéphane Tedesco. On retrouve la participation vocale de la chanteuse Diva Avari.

### Clip vidéo
Le clip vidéo sort le 11 juillet 2007 sur le site de partage YouTube sur le compte du label de musique électronique Ultra Music Records. D'une durée de 3 minutes et 27 secondes le clip a été visionné plus d'1 million de fois.

### Liste des titres
CD-Single
1. Don't Go (Original Edit) — 3:30
2. Don't Go (Radio Edit) — 3:22
3. Don't Go (Club Mix) — 6:04
4. Get Ya — 4:46
5. Go — 3:16

### Classement par pays
| Classement (2006)                  | Meilleure position |
| ---------------------------------- | ------------------ |
| Belgique (Flandre Ultratip 100)    | 10                 |
| Belgique (Wallonie Ultratip 50)    | 10                 |
| Finlande (Suomen virallinen lista) | 3                  |
| France (SNEP)                      | 24                 |
| France (Club 40)                   | 1                  |
| Pays-Bas (Nederlandse Top 40)      | 34                 |
| Pays-Bas (Single Top 100)          | 42                 |